# 紅尾鯰
紅尾鯰（学名：Phractocephalus hemioliopterus）又名紅尾鴨嘴鯰魚、紅尾護頭鱨、狗崽鯨、狗仔鯨、紅尾貓、招財貓魚、亚马逊河鲶鱼、枕頭鯰，是輻鰭魚綱鯰形目油鯰科的一種，為常見的觀賞魚種。為護頭鱨屬（Phractocephalus）下唯一的物種。

## 分布
本魚原產奧里諾科河以及亞馬遜河流域所經過的巴西、圭亞那、委內瑞拉、祕魯等國家，之後被引進亞洲的一些國家以及佛羅里達州，但卻未在佛羅里達州成為普遍魚種。

## 特徵
本魚有十分寬廣的口部以及頭部，背鰭上總共有7個鰭刺，口部上並有三對觸須，而上顎骨則不延伸至背鰭。紅尾護頭鱨主要體色為深灰色，並在上面會有許多微小不明顯的深黑色的斑點，體中間有一條明顯的白色側線，延伸到雪白的腹部，其紅色的尾部是紅尾護頭鱨最明顯的特徵。體型十分巨大，一般在水族館的紅尾護頭鱨就可達到90公分，在野外，甚至可見到長達120公分左右的大型個體。而目前體型最大的紅尾護頭鱨可長至1.34公尺，重達44.2公斤。

## 生態
本魚棲息於酸碱度5.5 - 6.8dH、水溫攝氏20至26度的熱帶河川以及池塘等水域，並喜好於水域底部游動。屬於雜食性動物，幾乎無所不吃，從果子、甲殼綱動物到淡水魚等等，都被列入紅尾護頭鱨的菜單之內。

## 价值

### 经济价值
可食用，也是重要的游釣魚。為高經濟價值得觀賞魚，觀賞用的幼年紅尾護頭鱨可用金魚餵食，但最好的食物是活蚯蚓、冷凍蚯蚓等食物，而成年與青少年時期的紅尾護頭鱨，則喜歡小龍蝦及螃蟹之類大型甲殼綱動物。飼養紅尾護頭鱨的水族箱裝備及環境，攸關到紅尾護頭鱨生長狀況，在安裝設備時，必須注意照明設備不可以安裝過多，因為紅尾護頭鱨不喜歡太多光線；水族箱基部的選擇與需不需要加蓋蓋子皆是比較不用注重的；選擇洞穴形狀時，建議選擇分支狀的洞穴；而外部過濾器則可以裝置多一些。

## 相关

### 流行文化
《星际牛仔》中，菲·瓦伦坦的座驾“红尾（Redtail）”号的名字来源于紅尾鯰的英文名。

## 參看條目
- 鯰形目
- 觀賞魚
- 水族箱